# Beatriz Moreira Costa
Beatriz Moreira Costa, connue sous le nom de Mãe Beata de Iemanjá (Cachoeira, 20 janvier 1931  –  Nova Iguaçu, le 27 mai 2017), est une mãe de santo, auteure et artiste brésilienne. Son travail porte surtout sur la défense et la préservation de l'environnement, les droits de l'homme, l'éducation, la santé, la lutte contre le sexisme et le racisme,,,.

## Biographie
Beatriz Moreira Costa est née à Cachoeira, dans le Recôncavo de Bahia, en 1931, la fille de Maria do Carmo et Oscar Moreira. Dès son enfance, elle est connue comme Beata.
Durant les années 1950, elle déménage à Salvador, vivant avec sa tante Felicíssima et son mari, le babalorixá Anísio Agra Pereira, connu comme Anísio de Logun-ede. Pendant dix-sept ans, Beata est abiã de son oncle. Mãe Olga do Alaketu l'introduit à l'Orisha Iemanjá, à Ilê Maroiá Lájié.
En 1969, elle se sépare de son mari et déménage à l'état de Rio de Janeiro à la recherche de meilleures conditions de vie pour elle et sa famille. Elle a quatre enfants. Beata élève ses enfants avec beaucoup de difficulté, en exerçant de multiples fonctions, telles que femme de ménage, couturière, manucure, coiffeuse et peintre.
Résidant dans le quartier de Miguel Couto, Nova Iguaçu, elle fonde, le 20 avril 1985, le terreiro Ilê Omiojuarô, dans le même quartier. Elle est la présidente de l'ONG Criola, qui travaille contre le racisme et la violence contre les femmes.
Au fil des années, elle est reconnue pour son militantisme en faveur de différentes causes, en particulier la liberté religieuse. Dans l'année 2014, l'école de samba Garras do Tigre lui rend hommage dans le Carnaval de Nova Iguaçu. Elle reçoit la médaille Tiradentes le 7 juin 2017. Elle est décédée à son domicile, le 27 mai 2017, à l'âge de 86 ans.

## Publications
- Caroço de Dendê – a sabedoria dos terreiros: Como yalorixás e babalorixás passam conhecimentos a seus filhos (1997)
- “Tradição e Religiosidade”, in WERNECK, Jurema (org.). O livro da saúde das mulheres negras. (2000)
- As histórias que minha avó contava. (2005)